# Арройо, Диксон
Диксон Хаир Арройо Эспиноса (исп. Dixon Jair Arroyo Espinoza ; род. 1 июня 1992, Гуаякиль, Эквадор) — эквадорский футболист, защитник клуба «Барселона» (Гуаякиль) и сборной Эквадора.

## Клубная карьера

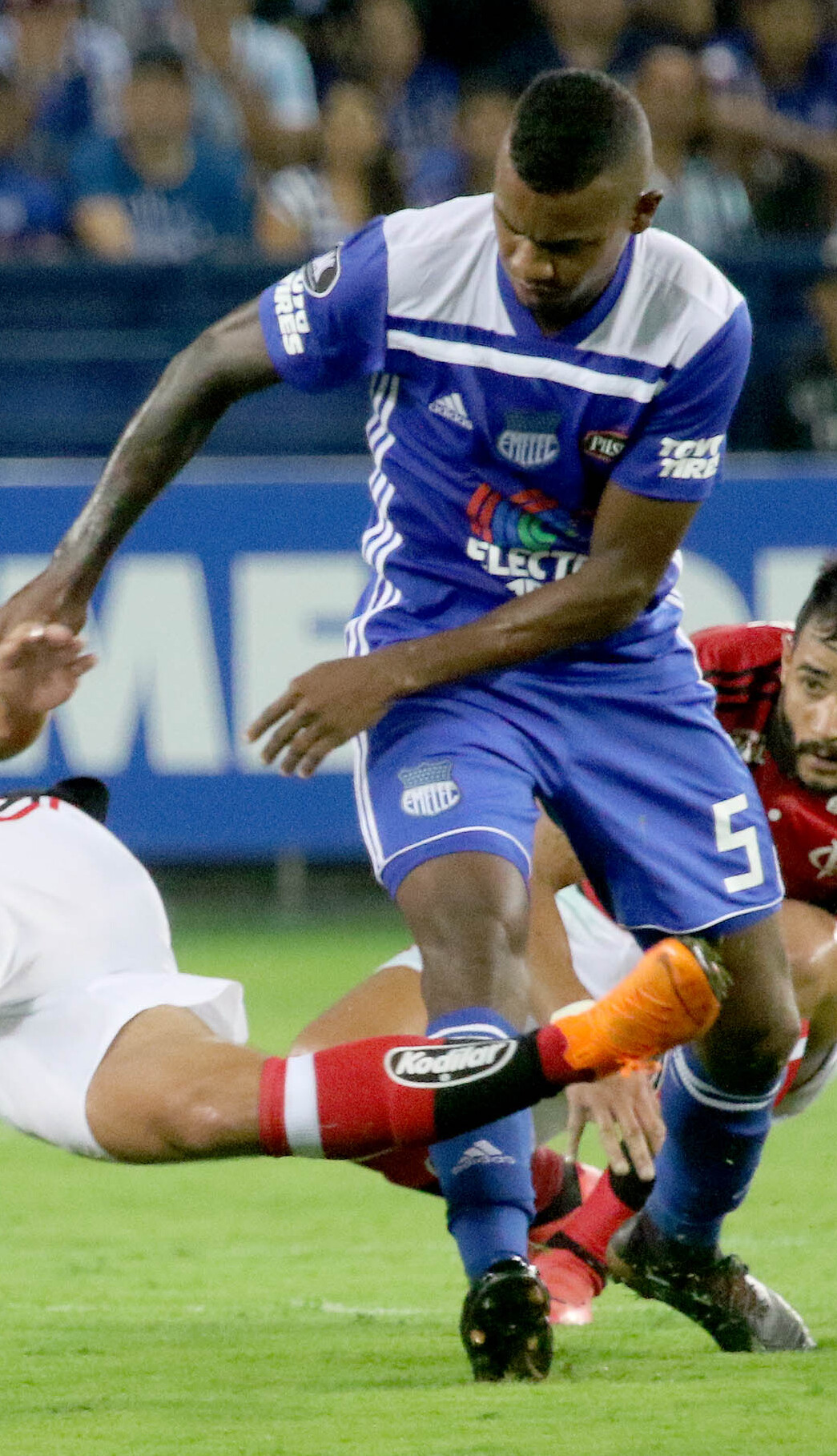
Арройо в составе «Эмелека»

Арройо начал карьеру в клубе «Депортиво Кито». 6 февраля 2010 года в матче против «Эмелека» он дебютировал в эквадорской Примере. В 2011 году Арройо помог команде выиграть чемпионат. 11 февраля 2012 года в поединке против «Манты» Диксон забил свой первый гол за «Депортиво Кито».
В начале 2013 года Арройо перешёл в «ЛДУ Лоха». 26 января в матче против своего бывшего клуба «Депортиво Кито» он дебютировал за новую команду. 14 сентября в поединке против «Манты» Диксон забил свой первый гол за ЛДУ Лоха.
В начале 2015 года Арройо перешёл в «Индепендьенте дель Валье». 31 января в матче против «Универсидад Католика» из Кито он дебютировал за новую команду. 14 августа 2016 года в поединке против «Универсидад Католика» Диксон забил свой первый гол за «Индепендьенте дель Валье». В том же году он помог клубу выйти в финал Кубка Либертадорес.
В начале 2018 года Арройо перешёл в «Эмелек». 17 февраля в матче против «Эль Насьональ» он дебютировал за новую команду. 3 ноября 2019 года в поединке против «Мушук Руна» Диксон забил свой первый гол за «Эмелек». 6 февраля 2020 года в матче Южноамериканского кубка против боливийского «Блуминга» он забил гол.
13 апреля 2023 года Арройо перешёл в клуб MLS «Интер Майами», подписав контракт до конца сезона 2023 с опцией продления на сезон 2024. В высшей лиге США он дебютировал 22 апреля в матче против «Хьюстон Динамо». 17 мая в матче против «Нэшвилла» он забил свой первый гол за «Интер Майами». По окончании сезона 2023 Арройо и «Интер Майами» провели переговоры о продолжении сотрудничества.
17 января 2024 года Арройо на правах свободного агента подписал трёхлетний контракт с эквадорской «Барселоной». В матче против «Имбабуры» он дебютировал за новую команду.

## Международная карьера
В 2011 году Арройо в составе молодёжной сборной Эквадора завоевал бронзовую медаль на молодёжном чемпионате Южной Америки в Перу. На турнире он сыграл в матчах против команд Уругвая, Аргентины, Боливии, Чили и Бразилии. В поединке против чилийцев Диксон забил гол.
В том же году Арройо принял участие в молодёжном чемпионате мира в Колумбии. На турнире он сыграл в матчах против сборных Австралии, Испании, Коста-Рики и Франции.
В 2011 году Арройо также в составе олимпийской сборной Эквадора принял участие в Панамериканских играх в Гвадалахаре. На турнире он сыграл в матчах против команд Мексики, Уругвая и Тринидада и Тобаго.
29 марта 2021 года в товарищеском матче против сборной Боливии Арройо дебютировал за сборную Экватора.
В 2021 году Арройо был включён в состав сборной на участие в Кубке Америки 2021 в Бразилии. На турнире он был запасным и на поле не вышел.

## Достижения
Командные
 «Депортиво Кито»
- Чемпион Эквадора — 2011

 «Индепендьенте дель Валье»
- Финалист Кубка Либертадорес — 2016

 «Интер Майами»
- Обладатель Кубка лиг — 2023